# (20429) 1998 YN1
A (20429) 1998 YN1 egy földközeli kisbolygó. A LINEAR projekt keretében fedezték fel 1998. december 16-án.